# Dombarahalli, Malur
Dombarahalli là một làng thuộc tehsil Malur, huyện Kolar, bang Karnataka, Ấn Độ.